# خافيير باربييه دو مونتو
خافيير باربييه دو مونتو Xavier Barbier de Montault (6 فبراير 1830 – 29 مارس 1901) كان كاتبًا فرنسيًا في تاريخ الكنيسة الكاثوليكية والطقوس الدينية والآثار.
ولد في لودون في عائلة نبيلة. عندما كان عمره ثماني سنوات فقط، عُهد به إلى رعاية عمه الأكبر، تشارلز مونتولت دي آيلز [الإنجليزية] أسقف أنجيه. درس اللاهوت في مدرسة القديس سولبيس، وذهب إلى روما لمواصلة دراسته في اللاهوت وعلم الآثار في جامعة روما سابينزا والكلية الرومانية.
وبعد أربع سنوات، أرغمته صحته على العودة إلى فرنسا (1857)، حيث تم تعيينه مؤرخًا لأبرشية أنجيه. وبحث في أرشيفات الأبرشية، ودرس نقوشها وآثارها، وأسس متحفًا للأبرشية، وهو المشروع الذي أبدى آرسيس دي كومون اهتمامًا كبيرًا به. وقد مكنته إقامة أخرى لمدة أربعة عشر عامًا في روما (1861-1875) من زيادة معرفته بالليتورجيا والآثار المسيحية.
كان مستشارًا قانونيًا لأساقفة فرنسيين مختلفين، وفي المجمع الفاتيكاني الأول عمل كلاهوتي ليوجين ديفليش.
توفي عن عمر يناهز 71 عامًا في بلاسلي في فيين في فرنسا.